# Уэстминстер (Мэриленд)
Уэстминстер (англ.  Westminster ) — город и административный центр округа Карролл в штате Мэриленд США.

## Описание
Центр округа Карролл с 1837 года. Находится в северном Мэриленде, в 31 миле (50 км) к северо-западу от Балтимора. Он был основан в 1764 году Уильямом Винчестером и в первые годы обычно назывался Уинчестером. Поскольку город путали с Уинчестером, Вирджиния, он был переименован в Уэстминстер, по названию лондонского боро. Он был важной базой снабжения армии Союза во время битвы при Геттисберге в Гражданской войне в США. Сейчас город в основном представляет собой жилой массив. Здесь находится колледж Макдэниела (1867 г.; ранее назывался колледжем Западного Мэриленда).

## Население
| 2010   | 2020    |
| ------ | ------- |
| 18 590 | ↗20 126 |